# Estádio Cuauhtémoc
O Cuauhtémoc é um estádio de futebol localiza-se na cidade de Puebla, em México pertencente ao governo do mesmo Estado de Puebla É a sede do time Puebla Fútbol Club da liga MX. O Estádio Cuauhtémoc, ocasionalmente chamado "Coloso de Maravilhas" pela colónia na qual  localiza-se, conta com uma capacidade aproximada de 46 928 pessoas, o que converte no sexto estádio maior de México após o Estádio Azteca, o Estádio Olímpico Universitário, o Estádio Jalisco, o Estádio BBVA Bancomer e o Estádio Omnilife.

## História
O estádio Cuauhtémoc foi projectado pelo arquitecto mexicano Pedro Ramírez Vázquez, quem tem como obras o Estádio Azteca e a Basílica de Nossa Senhora de Guadalupe Foi inaugurado no 6 de outubro de 1968 durante a preinauguración dos Jogos Olímpicos de México 1968 Leva o nome de Cuauhtémoc pela cervejaria Cuauhtémoc-Moctezuma a empresa com os maiores recursos que contribuiu para a construção do estádio.

### Copa Mundial de 1970
O Estádio Cuauhtémoc foi sede da Seleção Uruguaia de Futebol neste mundial. No partido inaugural, o 2 de junho de 1970, Uruguai venceu 2-0 a Israel Os outros dois partidos celebrados neste estádio foram contra Itália e contra Suécia Durante esta fase, viu-se a actuação de jogadores italianos que depois participaram na final do mundial, como Sandro Mazzola e Luigi Riva.

### Copa Mundial de 1986
México foi a sede da décimo terceira Copa Mundial da FIFA e convertia-se assim no primeiro país que organizava a competição por segunda ocasião. A designação de México deu-se depois da renúncia de Colômbia, que em 1983 anunciou que não podia fazer frente à organização do torneio de futebol mais importante do mundo. Para este mundial, Puebla jogou um papel mais importante que no de 1970. Na primeira rodada foi sede da selecção nacional campeã do mundo, Itália No confronto ante Argentina, Diego Maradona marcou o gol do empate contra os italianos. Não seria a única vez que os argentinos jogariam no Cuauhtémoc. Em oitavas da final, Argentina protagonizou um clássico sudamericano contra Uruguai, onde os albicelestes voltaram-se a alçar com a vitória. Na rodada de quartas da final seguiu um partido entre Espanha e Bélgica, onde a escuadra de Emilio Bultragueño perdeu na tanda de penais. Mais adiante, no partido pelo terceiro lugar, a escuadra francesa levou-se o prêmio de consolacção, ganhando-lhe por 4-2 aos mesmos belgas.

### Remodelagem 2015
O 5 de dezembro do 2013 anunciou-se a remodelagem total do estádio Cuauhtemoc por parte do governo do estado encabeçado por Rafael Moreno Vale e Antonio Gali Fayad.
As obras começaram no mês de novembro do 2014. Ademais, o aforo do novo coloso crescerá de 42 648 pessoas a 50 073 graças à construção de duas novas rampas nas cabeceiras norte e sul, além de 80 novos palcos divididos em dois níveis, com 15 e 12 lugares, pelo que de acordo a suas novas características será catalogado no nível 4 segundo o regulamento da UEFA, a segunda qualificação mais alta no ranking dos estádios europeus.
A material estrela: a coberta de polímero ETFE
“A lâmina de ETFE é reciclable e pode suportar todas as agressões climatológicas (gelo, chuva, umidade) por mais de 25 anos. Não há risco de contaminação durante as fases de fabricação, nem nas fases de reciclado, se lhe considera um material ecológico”, se detalha nas especificações.